# Белый домик (Краков)
 Памятник культуры Малопольского воеводства: регистрационный номер А-1008 от 18 декабря 1994 года.
Белый домик, полное название Вилла «Белый домик» (пол. Willa Biały Domek) — название здания, находящегося в Польше на территории краковского центрального городского района Дзельница II Гжегужки по адресу ул. Любича, 21. Охраняемый памятник Малопольского воеводства. 
Здание было построено в 1886 году. Дом в стиле неоренессанс спроектировал польский архитектор А. Седек. Дом находился в собственности этого архитектора.
Во время Первой мировой войны дом использовался для конспиративных целей. В нём проживал руководитель III Бригады польского легиона полковник Болеслав Роя, который 31 октября 1918 года был назначен Польской ликвидационной комиссией военным комендантом западной и центральной Галиции.
После Второй мировой войны в здании находился местный комиссариат Гражданской милиции. В настоящее время в здании располагается отдел Комиссариата полиции II в Кракове.
18 декабря 1994 года здание было внесено в реестр памятников культуры Малопольского воеводства (№ А-1008).